# Night of Your Life
Night of Your Life è il terzo e ultimo singolo promozionale estratto dal quinto album in studio di David Guetta, Nothing but the Beat. È dotato dalla voce dell'americana Jennifer Hudson. Il brano è stato pubblicato digitalmente il 22 agosto 2011 come ultimo singolo promozionale dall'album, dopo Lunar. Questa canzone è stata scritta da David Guetta, Giorgio Tuinfort, Crystal Nicole Johnson, Anthony Preston, Olivia Nervo e Miriam Nervo. In questo singolo c'è un sample di Only Girl (in the World), un singolo di Rihanna del 2010. La critica ha elogiato molto questo pezzo dandogli quattro su cinque stelle nella scrittura del pezzo. Continuando ha anche detto che il francese David Guetta si è riscattato con questo singolo facendolo diventare un vero e proprio inno all'amore originale grazie anche al ritmo dance e alla straordinaria voce della Hudson.

## Critiche
Scott Shetler da PopCrush ha definito il brano "una delle canzoni più memorabili" in Nothing but the Beat e ha dichiarato che la Hudson "sembra una diva della dancefloor". Eric Henderson da Slant Magazine ha dichiarato che il brano è "l'unico successo competitivo dell'album", ma ha sottolineato che è "un furto bello e buono" del successo Only Girl (in the World) di Rihanna.

## Tracce
- Digital download[6]

1. Night Of Your Life (featuring Jennifer Hudson) – 5:16

## Classifiche
| Classifica (2011) | Posizione massima |
| ----------------- | ----------------- |
| Australia         | 37                |
| Austria           | 7                 |
| Danimarca         | 15                |
| Finlandia         | 19                |
| Irlanda           | 46                |
| Italia            | 16                |
| Norvegia          | 9                 |
| Nuova Zelanda     | 38                |
| Scozia            | 20                |
| Regno Unito       | 35                |
| Svezia            | 31                |
| Svizzera          | 24                |